# Lista de vitórias do México na Fórmula 1
Estão relacionadas a seguir as vitórias obtidas pelo México no mundial de Fórmula 1 num total de oito até o campeonato de 2025.

## Resumo

### Irmãos Rodríguez
A história mexicana na Fórmula 1 começou em 10 de setembro de 1961, dia em que uma tragédia durante o Grande Prêmio da Itália custou a vida do piloto Wolfgang von Trips e de treze espectadores obscurecendo o título mundial de Phil Hill e a estreia do prodígio Ricardo Rodríguez que, com 19 anos e 180 dias de idade, tornou-se o mais jovem piloto a disputar uma prova na categoria. Ligado à Ferrari, tornou-se ainda o mais jovem piloto a pontuar com o quarto lugar no Grande Prêmio da Bélgica de 1962, dia no qual Jim Clark obteve sua primeira vitória. Os recordes de Ricardo Rodríguez seriam batidos por Mike Thackwell no Canadá em 1980 e Jenson Button no Brasil em 2000. O ídolo mexicano disputou sua última corrida em 1962 na Itália e faleceu em 1º de novembro após um acidente nos treinos para o Grande Prêmio do México, corrida extracampeonato realizada na Cidade Desportiva Magdalena Mixhuca, fato que causou grande comoção em todo o país.
Seu irmão, Pedro Rodríguez, estreou na Fórmula 1 nos Estados Unidos em 1963 e venceu duas corridas na categoria até falecer em Nuremberg após um acidente no circuito de Norisring onde disputava uma corrida de protótipos. Outro fato marcante em sua carreira foi a vitória nas 24 Horas de Le Mans em 1968 ao lado do belga Lucien Bianchi.
O Autódromo Hermanos Rodríguez foi rebatizado em homenagem aos dois corredores.

### Provas em casa
O melhor resultado caseiro nas vinte e uma edições do Grande Prêmio do México e em uma edição do Grande Prêmio da Cidade do México foi o terceiro lugar de Sergio Pérez pela Red Bull em 2021.

## Vitórias por ano
O triunfo de Sergio Pérez com sua Racing Point no Grande Prêmio de Sakhir de 2020 encerrou um hiato de 50 anos sem vitórias mexicanas na categoria, num total de 845 provas.
- Ano de 1967

| Grande Prêmio | Circuito | Data da corrida | Vencedor        | Carro  | Motor    | Referências |
| ------------- | -------- | --------------- | --------------- | ------ | -------- | ----------- |
| África do Sul | Kyalami  | 2 de janeiro    | Pedro Rodríguez | Cooper | Maserati | [ 9 ] [ 7 ] |

- Ano de 1970

| Grande Prêmio | Circuito          | Data da corrida | Vencedor        | Carro | Motor | Referências |
| ------------- | ----------------- | --------------- | --------------- | ----- | ----- | ----------- |
| Bélgica       | Spa-Francorchamps | 7 de junho      | Pedro Rodríguez | BRM   | BRM   | [ 10 ]      |

- Ano de 2020

| Grande Prêmio | Circuito | Data da corrida | Vencedor     | Carro        | Motor    | Referências |
| ------------- | -------- | --------------- | ------------ | ------------ | -------- | ----------- |
| Sakhir        | Sakhir   | 6 de dezembro   | Sergio Pérez | Racing Point | Mercedes | [ 11 ]      |

- Ano de 2021

| Grande Prêmio | Circuito | Data da corrida | Vencedor     | Carro    | Motor | Referências |
| ------------- | -------- | --------------- | ------------ | -------- | ----- | ----------- |
| Azerbaijão    | Baku     | 6 de junho      | Sergio Pérez | Red Bull | Honda | [ 12 ]      |

- Ano de 2022

| Grande Prêmio | Circuito   | Data da corrida | Vencedor     | Carro    | Motor       | Referências   |
| ------------- | ---------- | --------------- | ------------ | -------- | ----------- | ------------- |
| Mônaco        | Montecarlo | 29 de maio      | Sergio Pérez | Red Bull | Powertrains | [ 13 ]        |
| Singapura     | Marina Bay | 2 de outubro    | Sergio Pérez | Red Bull | Powertrains | [ 14 ] [ 15 ] |

- Ano de 2023

| Grande Prêmio  | Circuito | Data da corrida | Vencedor     | Carro    | Motor      | Referências |
| -------------- | -------- | --------------- | ------------ | -------- | ---------- | ----------- |
| Arábia Saudita | Jidá     | 19 de março     | Sergio Pérez | Red Bull | Honda RBPT | [ 16 ]      |
| Azerbaijão     | Baku     | 30 de abril     | Sergio Pérez | Red Bull | Honda RBPT | [ 17 ]      |

## Vitórias por equipe
- Red Bull: 5
- Racing Point: 1
- Cooper: 1
- BRM: 1